# Pyramid Head
Pyramid Head är ett fiktivt monster i spelserien Silent Hill och seriens inofficiella maskot. Han introduceras i Silent Hill 2 där han är spelets sekundära antagonist.
Av varelserna i Silent Hill 2, är Pyramid Head en av de få med ett uppenbart maskulint utseende, tillsammans med Doormen/Abstract Daddy. Pyramid Head gestaltar en blek, vältränad man i en vit men bloddränkt rock. Hans mest uppenbara kännetecken är en stor, röd triangulär hjälm som täcker hans huvud helt och hållet. Hjälmen är uppenbart smärtsam att bära.
Han är ofta beväpnad med en stor kniv eller ett spjut. Dock kan han också anfalla med ett strypgrepp, samtidigt som en svart tunga hugger. Han kan också skalla vilket kan leda till en snabb död. En liknande attack används av andra varelser i spelet. Han kan också göra en långsam attack där han svingar sin stora kniv över huvudet, vilket också dödar direkt såvida man inte spelar på enklaste svårighetsgraden. Han ses vid flera tillfällen våldta och mörda andra monster i spelet.
Pyramid Head pratar inte, men kan grymta och stöna smärtfyllt inne i hjälmen - hans andetag väser genom hjälmens visir. Pyramid Heads roll i spelen är att straffa karaktären James, protagonisten i Silent Hill 2, både fysiskt och mentalt. 